# Benny Craig
Benjamin Craig (6 tháng 12 năm 1915 – 1982) là một cầu thủ bóng đá, thi đấu cho Huddersfield Town & Newcastle United. Ông sinh ra ở làng Leadgate, gần Stanley, County Durham.